# Asteralobia kovalevi
Asteralobia kovalevi är en tvåvingeart som beskrevs av Skuhrava 1986. Asteralobia kovalevi ingår i släktet Asteralobia och familjen gallmyggor. Inga underarter finns listade i Catalogue of Life.